# ターネラ属
ターネラ属 (Turnera) はターネラ亜科の属の一つ。ターネラ・ウルミフォリアなどを含む。南北アメリカの温帯から熱帯を中心に約100種が分布する。ターネラという属名は、イギリスの博物学者ウィリアム・ターナー（1508年 - 1568年）の名前に因むものである。なお、日本語では現在のところ標準的な和名がないため、書物でもウェブサイトでも著者により「ターネラ」「ツルネラ」「トゥルネラ」など表記の違いがあり、注意が必要である。

## 利用
ターネラ属には独特のアルカロイドを含む物があり、中南米に広く分布するT. diffusa var. aphrodisiacaは、先住民族により伝統的に利用され、ダミアナ(damiana)と呼ばれる強壮剤の原料とされる。また、ターネラ・ウルミフォリア、ターネラ・トリオニフローラなどは園芸用として利用される。

## 種類
- ターネラ・ウルミフォリア T. ulmifolia
- ターネラ・トリオニフローラ T.trioniflora
- T. diffusa var. aphrodisiaca